# Forma (biologia)
Forma (łac. forma) – najniższa kategoria systematyczna, niższa od odmiany. Do formy zaliczane są osobniki sporadycznie występujące w populacjach danego gatunku, wyróżniające się od innych osobników jedną lub kilkoma cechami. Występowanie form warunkowane jest z reguły niewielkimi modyfikacjami genetycznymi.